# Vrijehandelszone van Shanghai
De vrijehandelszone van Shanghai, officieel de Shanghai (China) pilootvrijehandelszone (Chinees: 中国（上海）自由贸易试验区; Engels: China (Shanghai) Pilot Free Trade Zone, afgekort SFTZ), is een vrijehandelszone in de Volksrepubliek China die in 2013 werd ingesteld en die delen van het district Pudong in de grootstad Shanghai omvat.
Het is de oudste vrijehandelszone op het vasteland van China en naar dit voorbeeld werden later, in 2015, de vrijehandelszones van Fujian, Tianjin en Guangdong opgericht. Ze verving vier oudere speciale gebieden voor de handel in Pudong: Waigaoqiao Free Trade Zone, Waigaoqiao Free Trade Logistics Park, Yangshan Free Trade Port Area en Pudong Airport Comprehensive Free Trade Zone. In 2015 en opnieuw in 2019 werd de vrijehandelszone nog uitgebreid. Daarmee is ze nu 240 km² groot.
De zone heeft als belangrijkste doel economische ontwikkeling. Er kan gemakkelijker ingevoerd worden vanuit het buitenland, de regels rond buitenlandse investeringen en handel zijn soepeler en de overheid werkt er sneller. Shanghai is de grootste stad en het financiële en economische centrum van het land.